# Stratford Johns
Alan Stratford Johns fue un actor británico nacido en Pietermaritzburg, Sudáfrica, el 22 de septiembre de 1925 y fallecido en Heveningham, Suffolk, Inglaterra, el 29 de enero de 2002.
Johns fue conocido en la serie televisiva de la BBC Yo, Claudio, interpretando el papel de Cneo Calpurnio, la serie de televisión Doctor Who, la serie británica Los vengadores y la película Cromwell. 
Desde 1955 hasta su muerte estuvo casado con Nanette Parsons y tuvieron cuatro hijos. A la edad de 76 años murió a causa de una enfermedad cardíaca.

## Filmografía
- The Night My Number Came Up (1955)
- The Ship That Died of Shame (1955)
- El quinteto de la muerte (The Ladykillers) (1955)
- Who Done It? (1956)
- Blonde Bait (1956)
- Women Without Men (1956)
- The Long Arm (1956)
- The Count of Monte Cristo, (1956)
- Tiger in the Smoke (1956)
- Destination Downing Street, (1957)
- The One That Got Away (1957)
- Law and Disorder (1958)
- A Night to Remember (1958)
- The Professionals (1959)
- The Flying Doctor  (1959)
- Hand in Hand (1960)
- International Detective (1960)
- Interpol Calling Televisieserie (1960)
- The Days of Vengeance (1960)
- No Wreath for the General (1960)
- Los vengadores Serie de televisión (1961)
- ITV Play of the Week (1961)
- Kraft Mystery Theater (1961)
- The Younger Generation (1961)
- Ghost Squad Serie de televisión (1961)
- ITV Play of the Week (1961)
- Top Secret Serie de televisión (1961)
- Maigret (1961)
- Two Letter (1962)
- Z Cars (1962-1965)
- The Great St. Trinian's Train Robbery (1966)
- Jackanory (1966)
- The Plank (1967)
- Rocket to the Moon (1967)
- Los vengadores (1968)
- Department S (1969)
- Galton and Simpson Comedy (1969)
- Cromwell (1970)
- Softly Softly (1966-1972)
- Jack the Ripper (1973)
- Barlow at Large (1971-1975)
- Second Verdict (1976)
- Yo, Claudio, I, Claudius (1976), en el papel de Pisón
- The Strange Case of the End of Civilization as We Know It (1977)
- The Saint and the Brave Goose (1979)
- The Return of the Saint (1979)
- George and Mildred (1980)
- The Fiendish Plot of Dr. Fu Manchu (1980)
- Play for Today (1981)
- The Jail Diary of Albie Sachs (1981)
- BBC2 Playhouse  (1981)
- Winston Churchill: The Wilderness Years (1981)
- Great Expectations (1981)
- Blakes 7 (1981)
- Doctor Who (1982)
- Union Castle (1982)
- The Beggar's Opera (1983)
- Jemima Shore Investigates (1983)
- Car Trouble (1985)
- Hitler's S.S.: Portrait in Evil (1985)
- Dance with a Stranger (1985)
- Wild Geese II (1985)
- Foreign Body (1986)
- The Little Match Girl (1987)
- Brond (1987)
- Salomon's Last Dance (1988)
- The Lair of the White Worm (1988)
- Itch (1989)
- Saracen (1989)
- A Small Mourning (1989)
- Shooting Stars (1990)
- Der Mann nebenan (1991)
- Boon (1991)
- Perfect Scoundrels (1992)
- The Secret Agent (1992)
- The Life and Times of Henry Pratt (1992))
- Splitting Heirs (1993)
- The Scarlet and the Black (1993)
- Minder (1994)
- Murder Most Horrid (1996)
- Neverwhere (1996)
- Heartbeat (1997)